# Anna Franke
Anna Chamoń z domu Franke (ur. 1932 w Knurowie) – polska spadochroniarka, instruktorka spadochronowa i reprezentantka Polski w spadochroniarstwie, pilot szybowcowy i samolotowy, sędzia sportowy.

## Działalność sportowa
Działalność sportową Anny Franke podano za: Tadeusz Malinowski (red.): Kobiety na skrzydłach. Anna Franke, Próba odwagi. 1957, s. 23–25.
Wychowana na Śląsku, w rodzinie górniczej. Latała na szybowcach i samolotach oraz wykonywała skoki ze spadochronem. W 1949 ukończyła w Zabrzu teoretyczny kurs spadochronowy. We wrześniu 1951 uzyskała szybowcową kategorię A i B w Żeńskiej Szkole Szybowcowej w Lęborku i po powrocie została członkinią Aeroklubu Śląskiego. W czerwcu 1952 wyjechała do Centrum Wyszkolenia Spadochronowego w Nowym Targu, gdzie przez dziesięć dni uczyła się teorii i wykonywała ćwiczenia naziemne. Pierwszy skok ze spadochronem wykonała 1 lipca 1952 z wysokości 600 m, metodą: Na linę, z liną zamocowaną do fotela pilota w kabinie samolotu. 20 lipca tego samego roku uczestniczyła w pokazie, 130-osobowym desancie spadochronowym, z okazji Zlotu Młodzieży w Warszawie, który stanowił ostatni punkt pokazu. W 1953 ukończyła Centrum Wyszkolenia Lotniczego we Wrocławiu i uzyskała licencję pilota samolotowego. Od 1956 była zawodniczką, Aeroklubu Gliwickiego i pełniła funkcję przewodniczącej sekcji spadochronowej. Uczestniczyła w centralnych pokazach lotniczych, startowała w zawodach, w mistrzostwach Polski i mistrzostwach świata. Jako pierwsza w Polsce ustanowiła kobiecy rekord spadochronowy po wprowadzeniu przepisów FAI. Ustanowiła ich kilka. Pierwszy start na mistrzostwach świata miała w Moskwie 1956 . W 1958 weszła w skład pierwszej kadry narodowej w sporcie spadochronowym i wzięła udział w obozie przygotowawczym przed mistrzostwami świata. W tym samym roku otrzymała tytuł Mistrza Sportu w spadochroniarstwie. W 1961 startowała w NRD, a w 1962, w Rumunii.
W 1963 po odniesionej kontuzji w skoku treningowym przed zawodami na lotnisku w Otmicach-Izbicku (wylądowała wśród składowanego tam wojskowego sprzętu lotniczego), zmuszona została przerwać swoją spadochronową karierę. Przez wiele lat pracowała społecznie w Aeroklubie Gliwickim (m.in. w zarządzie Aeroklubu Gliwickiego), a także jako sędzia sportowy zawodów spadochronowych.
27 stycznia 1995 Zarząd Aeroklubu Gliwickiego wpisał Anne Franke na listę najlepszych sportowców 40. lecia Aeroklubu Gliwickiego.

### Życie prywatne
Latem 1952 ukończyła 5-letnie Technikum Budownictwa Komunalnego. W 1961 wyszła za mąż za inż. Waldemara Chamonia i z ich związku urodził się syn Piotr . Po zakończeniu kariery sportowej wyjechała na stałe do Republiki Federalnej Niemiec.

### Osiągnięcia sportowe
- 1952 – sierpień, I Krajowe Zawody Spadochronowe – lotnisko Gocław Aeroklubu Warszawskiego Ligi Lotniczej. Anna Franke w konkurencji kobiet zdobyła VIII miejsce[3] (w zawodach brało udział 26 zawodników)[8].
- 1953 – 23 maja skoczyła z 3000 m, z samolotu Zlín Z-26 Trenér SP-ASH, a następnego dnia z 4530 m ustanawiając tym samym kobiecy rekord krajowy skoku z natychmiastowym otwarciem spadochronu[9].
- 1953 – 7 czerwca na lotnisku w Gliwicach, uczestniczyła w pokazach lotniczych m.in. skokach z szyku 5 samolotów, oraz skokach z opóźnionym otwarciem 15 s. Atrakcją tych pokazów było lądowanie Anny Franke ze spadochronem, na dachu hangaru[10].
- 1954 – 24 maja po kilku próbach z samolotu oraz z IS-C Żuraw ustanowiła pierwszy kobiecy krajowy rekord wysokości skoku z natychmiastowym otwarciem spadochronu. Samolot opuściła na wysokości 4350 m[3].
- 1954 – lipiec, Anna Franke wykonała skok ze spadochronem z wysokości 4000 m z natychmiastowym otwarciem, ustanawiając rekord Polski. Samolot Zlín Z-26 Trenér pilotowany był przez pilota inst. Zdzisława Konika[10].
- 1954 – 29 lipca na lotnisku w Gliwicach wykonano pierwsze skoki w nocy. Wykonawcami skoków byli instruktorzy spadochronowi: Anna Franke, Jan Filus, Adolf Byrski, Franciszek Wójcikiewicz oraz Marcin Jaxa-Rożen[10].
- 1955 – 18–25 września II Spadochronowe Mistrzostwa Polski – Białystok. Klasyfikacja indywidualna: XXXVII miejsce – Anna Franke[11].
- 1956 – III Spadochronowe Mistrzostwa Świata – Moskwa. Klasyfikacja indywidualna: XVII miejsce – Anna Franke[8][3].
- 1957 – 4–16 sierpnia IV Spadochronowe Mistrzostwa Polski – Strzebielino. Klasyfikacja kobiet: III miejsce – Anna Franke[12] (Aeroklub Gliwicki)[10].
- 1958 – Międzynarodowe Zawody Spadochronowe NRD–Polska–ZSRR. Klasyfikacja indywidualna: VIII miejsce – Anna Franke[3].
- 1958 – 10 lipca Anna Franke ustanowiła 2 rekordy krajowe na celność lądowania z wysokości 1500 m, wynikiem 2,7 m w klasyfikacji kobiet i ogólnej[10].
- 1958 – 21 lipca Anna Franke wspólnie z Antoniną Chmielarczyk i Marią Wojtkowską pobiły rekord Polski w skokach dziennych z natychmiastowym otwarciem spadochronu, grupa 3, z wys. 600 m w Nowym Targu, uzyskując wynik 15,63 m[5].
- 1958 – 9 sierpnia Anna Franke wspólnie z Antoniną Chmielarczyk i Marią Wojtkowską pobiły rekord Polski, grupa 3, z wysokości 1500 m, na Mistrzostwach Świata w Bratysławie[13] uzyskując wynik 14,04 m[5].
- 1958 – 16 sierpnia IV Spadochronowe Mistrzostwa Świata – Bratysława (Czechosłowacja). Polska wystawiła reprezentację kobiet w składzie: Anna Franke, Antonina Chmielarczyk, Maria Wojtkowska[14]. W konkurencji skoku grupowego zawodniczki te zajęły II miejsce zdobywając wicemistrzostwo świata i srebrny medal. W klasyfikacji drużynowej kobiet, w tym samym składzie, zajęły II miejsce zdobywając Wicemistrzostwo Świata i srebrny medal. Ogólnie, na tych Mistrzostwach Świata, Anna Franke reprezentując Polskę i Aeroklub Gliwicki zdobyła 3 srebrne medale[15]. Trenerem kadry narodowej był Zbigniew Chronik[16].
- 1961 – Zawody Spadochronowe – Gera (NRD). Klasyfikacja zespołowa: II miejsce – ekipa polska z Anną Franke[17].
- 1962 – 2 lipca w Bukareszcie, Anna Franke ustanowiła rekord krajowy skoku z wysokości 1000 m z opróżnionym otwarciem spadochronu na celność lądowania wynikiem 3,283 m[3] i w skoku grupowym w celności lądowania z opóźnionym otwarciem spadochronu z wysokości 1000 m, wynikiem 5,073 m[18].
- 1962 – VI Spadochronowe Mistrzostwa Świata – Orange (USA). Polska reprezentacja kobieca w składzie: Anna Franke, Antonina Chmielarczyk, Janina Krajewska i Marianna Puchar w konkurencji drużynowej zajęły III miejsce, zdobywając brązowy medal. W konkurencji skoku grupowego zajęły II miejsce, zdobywając srebrny medal i tytuł Wicemistrzyń Świata[10][19][6]. W sumie Anna Franke ustanowiła w skokach spadochronowych pięć rekordów krajowych, plasując się na trzecim miejscu w klasyfikacji krajowej kobiet i na szóstym miejscu w klasyfikacji ogólnej[10].

Anna Franke
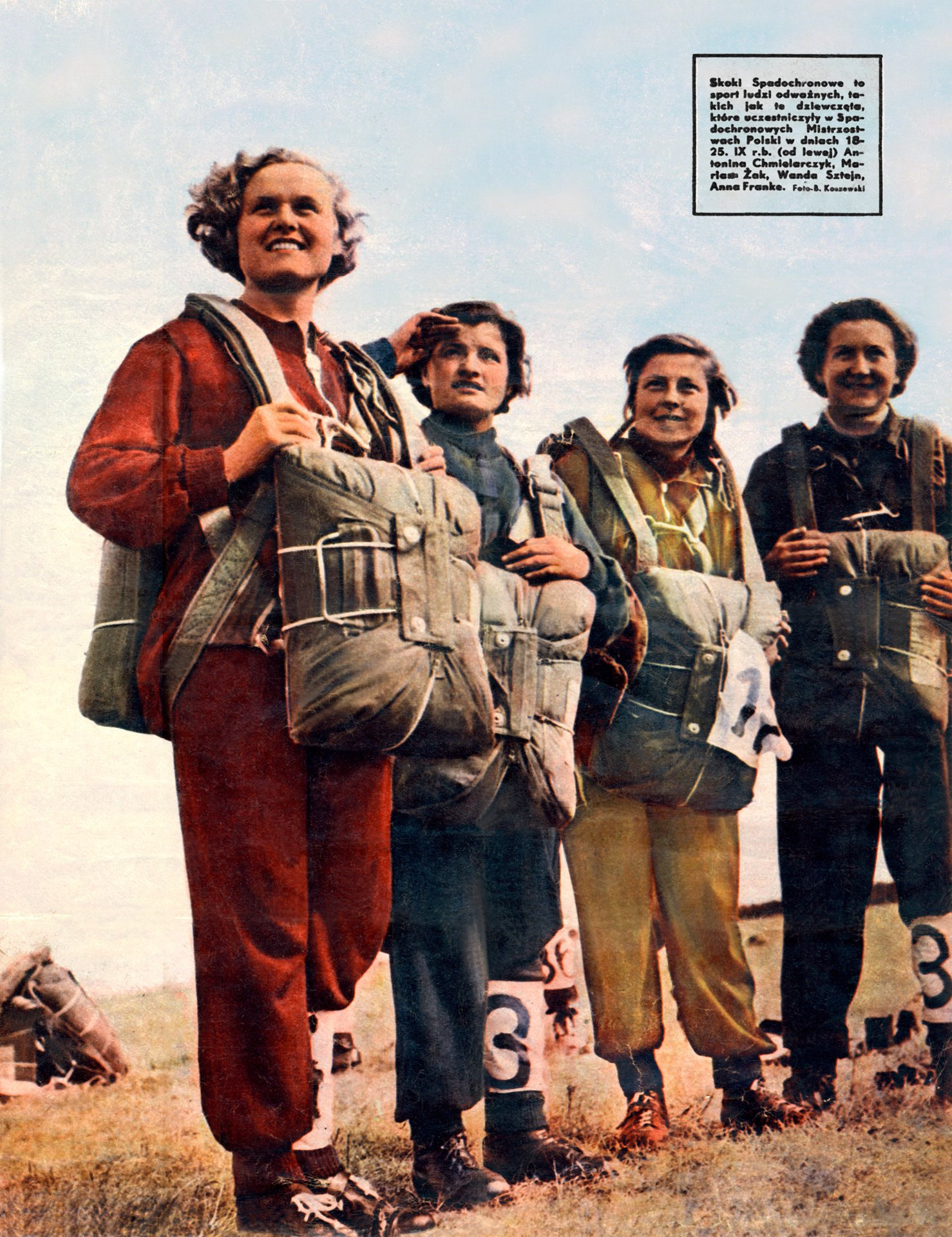
Anna Franke (pierwsza z lewej) – Spadochronowe Mistrzostwa Polski, Białystok (wrzesień 1955)
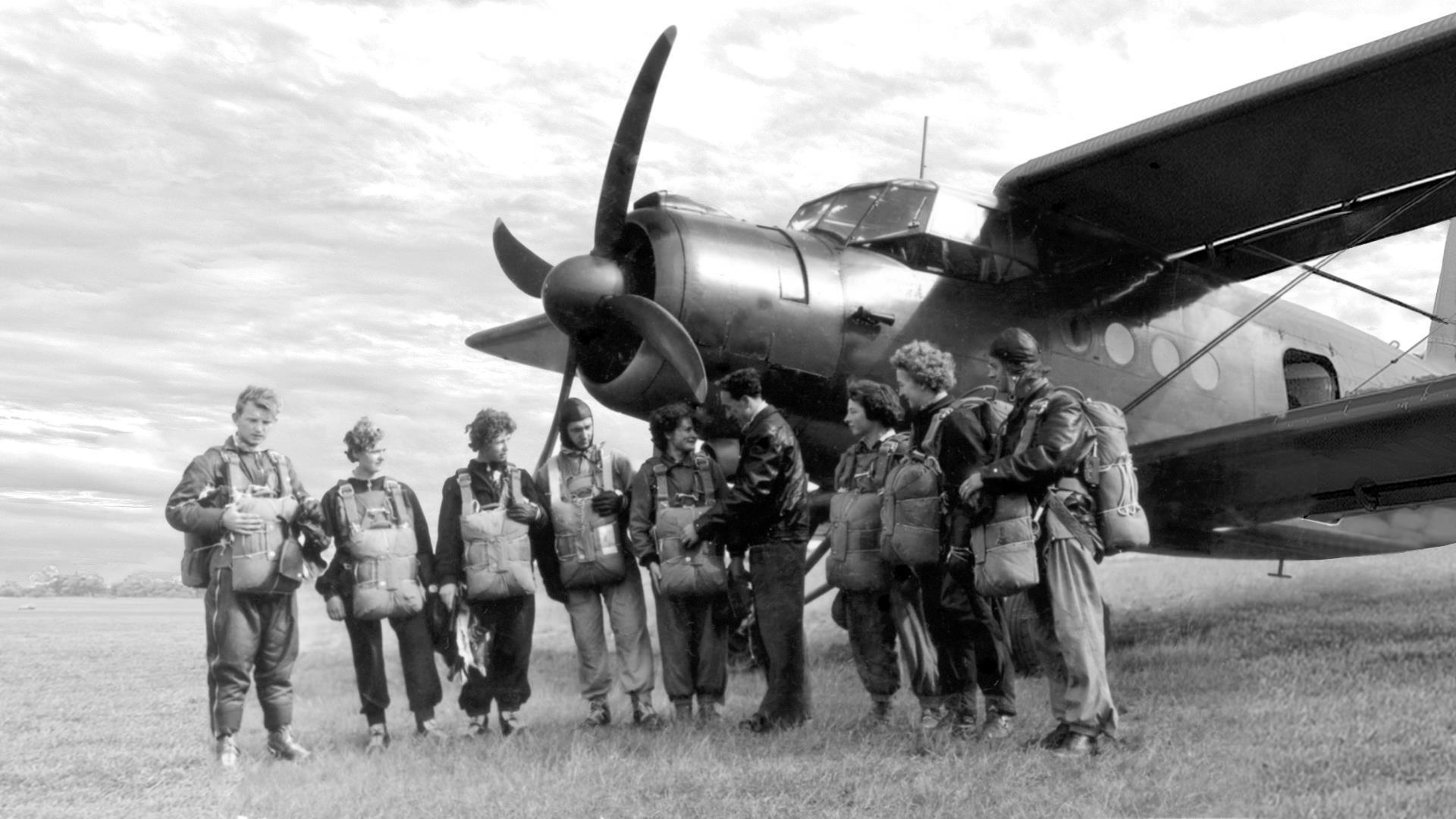
Anna Franke (druga z prawej), Lotnisko Poznań-Kobylnica – członkowie Spadochronowej Kadry Narodowej (1956)
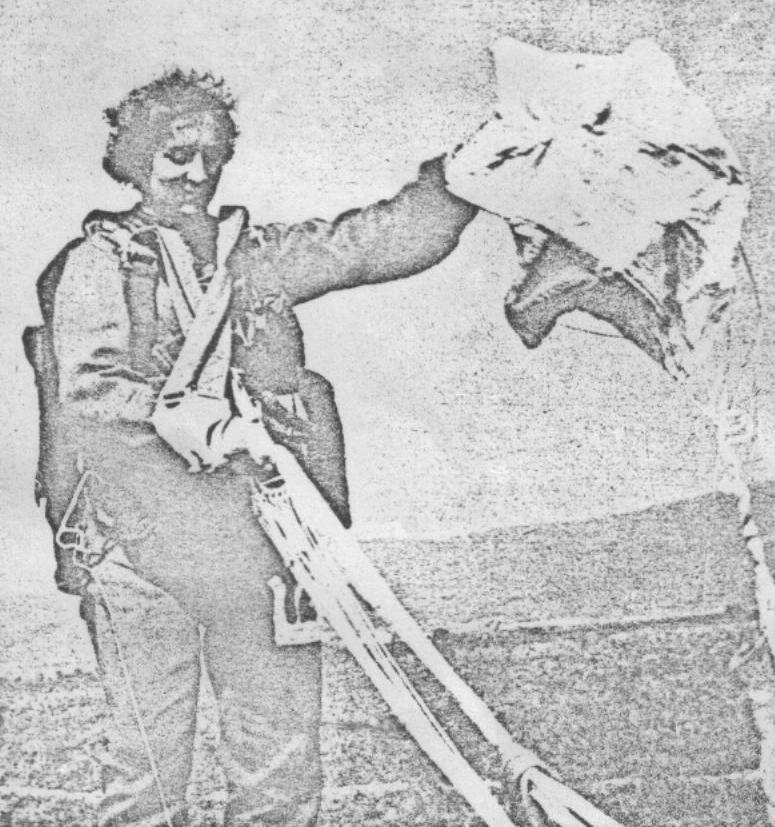
Po ostatnim skoku na mistrzostwach świata w Bratysławie (sierpień 1958)
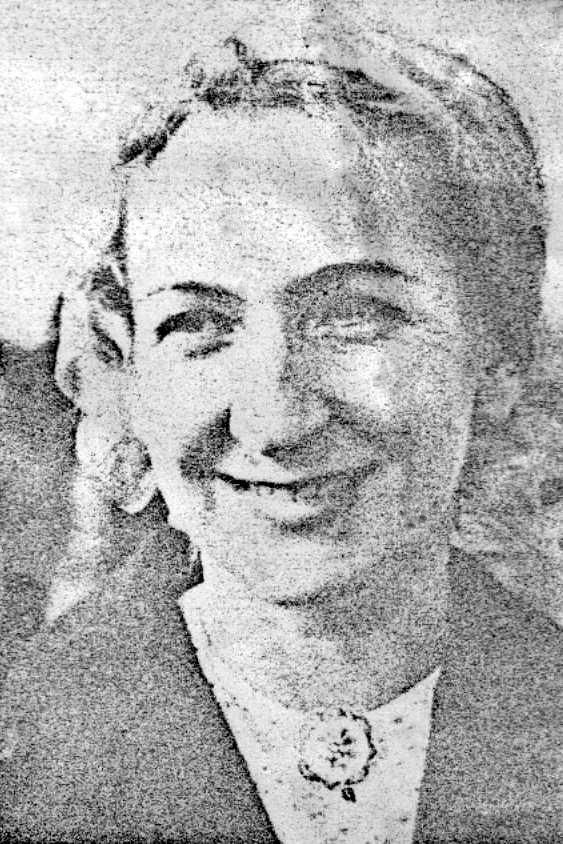
(1975)